# علي سعيد بن علي الحوري
علي سعد بن علي الحوري (وُلد في 10 يوليو أو 11 يوليو 1965 في القطيف في السعودية)، مواطن سعودي وأحد أعضاء تنظيم حزب الله الحجاز، ومطلوب من قبل حكومة الولايات المتحدة لتورطه في عملية تفجير أبراج الخبر في 25 يونيو 1996 قرب الظهران في السعودية.

## تفجير أبراج الخبر
في 25 يونيو 1996 قام أفراد من حزب الله الحجاز بهجوم إرهابي على مجمع سكني في مدينة الخبر في السعودية، وكان المجمع في ذلك الوقت يُستخدم لإسكان أفراد عسكريين أمريكيين. وقاد الإرهابيون شاحنة مملوءة بالمتفجرات البلاستيكية إلى مواقف السيارات عند المبنى وفجّروها، مما دمر المبنى بالكامل تقريبًا، وأدى الهجوم إلى مقتل 19 جنديًا أمريكيًا، بالإضافة إلى مواطن سعودي واحد، وإصابة 372 آخرين بجراح، وهم من جنسيات متعددة.
وأصدرت المحكمة الفيدرالية الأمريكية لإقليم شرق ولاية فرجينيا لائحة اتهام في حق علي سعيد بن علي الحوري بتهمة تورطه في عملية تفجير المجمع السكني، وقد تم تخصيص مكافأة مالية قدرها خمسة ملايين دولار لمن يدلي عن أية معلومات تساعد في القبض عليه.